# Rachel Kiel
Rachel Kiel (15 de agosto de 1971) es una deportista danesa que compitió en vela en la clase Yngling. Ganó dos medallas en el Campeonato Mundial de Yngling, plata en 2004 y bronce en 2003.

## Palmarés internacional
| \| Campeonato Mundial \| Campeonato Mundial \| Campeonato Mundial \| Campeonato Mundial \| \| Año \| Lugar \| Medalla \| Clase \| \| ------------------ \| ------------------ \| ------------------ \| ------------------ \| \| 2003 \| Cádiz (España) \| Medalla de bronce \| Yngling \| \| 2004 \| Santander (España) \| Medalla de plata \| Yngling \| |                    |                   |         |
| Campeonato Mundial |                    |                   |         |
| Año | Lugar              | Medalla           | Clase   |
| 2003 | Cádiz (España)     | Medalla de bronce | Yngling |
| 2004 | Santander (España) | Medalla de plata  | Yngling |